# Municipio de Belogradchik
El municipio de Belogradchik (búlgaro: Община Белоградчик) es un municipio búlgaro perteneciente a la provincia de Vidin.
En 2011 tiene 6602 habitantes, el 79,35% búlgaros y el 20,08% gitanos. Tres cuartas partes de la población viven en la capital municipal Belogradchik.
Se ubica en el suroeste de la provincia, en la frontera con Serbia.

## Localidades
| Localidad    | Cirílico    | Población (diciembre de 2009) |
| ------------ | ----------- | ----------------------------- |
| Belogradchik | Белоградчик | 5334                          |
| Borovitsa    | Боровица    | 195                           |
| Chiflik      | Чифлик      | 128                           |
| Dabravka     | Дъбравка    | 77                            |
| Granitovo    | Гранитово   | 66                            |
| Granichak    | Граничак    | 19                            |
| Krachimir    | Крачимир    | 26                            |
| Oshane       | Ошане       | 71                            |
| Prauzhda     | Праужда     | 74                            |
| Prolaznitsa  | Пролазница  | 18                            |
| Rabisha      | Рабиша      | 312                           |
| Rayanovtsi   | Раяновци    | 144                           |
| Salash       | Салаш       | 217                           |
| Slivovnik    | Сливовник   | 26                            |
| Stakevtsi    | Стакевци    | 233                           |
| Struindol    | Струиндол   | 23                            |
| Veshtitsa    | Вещица      | 53                            |
| Varba        | Върба       | 29                            |
| Total        |             | 7045                          |